# Stenopsyche duplex
Stenopsyche duplex är en nattsländeart som beskrevs av Schmid 1959. Stenopsyche duplex ingår i släktet Stenopsyche och familjen Stenopsychidae. Inga underarter finns listade i Catalogue of Life.